# Chester Jones
Chester Jones – panamski bokser, srebrny medalista Igrzysk Ameryki Środkowej i Karaibów z roku 1938. W finałowej walce przegrał z reprezentantem Meksyku Ignacio Márquezem.